# Olencira
Olencira es un género de isópodos de la familia Cymothoidae.

## Especies
- Olencira lamarckii
- Olencira praegustator